# Niedzica
Niedzica este o arie protejată (sit de importanță comunitară — SCI) din Polonia întinsă pe o suprafață de 25,75 ha, integral pe uscat.

## Localizare
Centrul sitului Niedzica este situat la coordonatele 49°25′13″N 20°19′08″E / 49.4204°N 20.319°E.

## Înființare
Situl Niedzica a fost declarat sit de importanță comunitară în octombrie 2009 pentru a proteja 1 specie de animale.

## Biodiversitate
Situată în ecoregiunea alpină, aria protejată nu include niciun habitat protejat.
La baza desemnării sitului se află o specie protejată de  mamifere: liliacul mic cu potcoavă (Rhinolophus hipposideros).